# Cessole
Cessole est une commune italienne de la province d'Asti, dans la région Piémont.

## Histoire
Le comté de Cessole est le fief des Scampi, des Valperga et des Scaglia de Verrua. Ayant fait retour à la Couronne sarde, le fief est proposé à la vente et acquis par les Spitalieri en 1775. Cette vieille famille niçoise prend alors le nom de Spitalieri de Cessole.

## Administration
| Période                                  | Période  | Identité                    | Étiquette    | Qualité |
| ---------------------------------------- | -------- | --------------------------- | ------------ | ------- |
| 14 juin 2004                             | En cours | Alessandro Francesco Degemi | Lista Civica |         |
| Les données manquantes sont à compléter. |          |                             |              |         |

### Communes limitrophes
Bubbio, Cossano Belbo, Loazzolo, Roccaverano, Vesime

### Évolution démographique
Habitants recensés